# Maesobotrya cordulata
Maesobotrya cordulata är en emblikaväxtart som beskrevs av J.Leonard. Maesobotrya cordulata ingår i släktet Maesobotrya och familjen emblikaväxter. Inga underarter finns listade i Catalogue of Life.